# いとしのマックス 〜マックス・ア・ゴー・ゴー〜
「いとしのマックス 〜マックス・ア・ゴー・ゴー〜」は、1967年のヒット曲の一つでシンガーソングライター・荒木一郎のシングル盤レコード。

## 解説
1966年に『空に星があるように』で颯爽とデビューを果たした荒木一郎の5作目のシングル盤として1967年5月15日に日本ビクター（音楽レコード事業部、現：ビクターエンタテインメント）から発売された。
それまでのシングル盤とはガラリと曲調を変え、その当時、ブームになっていたグループ・サウンズ調の軽快なメロディーが印象的な曲となっている。
荒木自身がその当時の歌番組（『TBS歌のグランプリ』 1967年7月25日放送）にて、自身のバックバンドである「マグマックス・ファイブ」を率いてアコースティック・ギターを手に歌唱する映像が現存する。
1968年時点での累計売上は125万枚。
本曲で荒木は同年（1967年）の『第18回NHK紅白歌合戦』に初出場を果たしている。
本曲は、ABCラジオのワイド番組『桑原征平粋も甘いも』のオープニング テーマとして使用されている。
B面の『美わしのシンデレラ』は、東海テレビ放送の番組『ミュージック・カレンダー』の今月の歌（1967年4月）で使用された曲である。
1976年、荒木のデビュー10周年を記念して再録音されたものがシングルでトリオレコード（現：アートユニオン）から発売された。こちらではタイトルの表記が「いとしのマックス」のみとなっている。

## 収録曲
全作詩／作曲：荒木一郎
- オリジナル盤（SV-564）

1. いとしのマックス 〜マックス・ア・ゴー・ゴー〜
編曲：寺岡真三
2. 美わしのシンデレラ
編曲：近藤進

- 再録音盤（3B-106）

1. いとしのマックス
編曲：神保正明
2. あなたといるだけで
編曲：竜崎孝路

## カバー
いとしのマックス 〜マックス・ア・ゴー・ゴー〜
- 松本浩とブルー・ナイツ（1967年、LP「ボサノバ／流行歌ベスト・ヒット」収録。「赤坂泰彦のミリオンナイツ」の名物企画「うさんくさいポップス」のコーナーテーマ曲）
- 舘ひろし（1991年、シングル）
- ISSAY（1995年、シングル）
- クレイジーケンバンド with 荒木一郎（2001年、トリビュート・アルバム『BEST & BEST〜ONE NIGHT STAND〜』収録）